# Franz Arndt
Pour les articles homonymes, voir Arndt.
Franz Arndt est un pasteur et théologien protestant prussien, né le 6 août 1848 à Sieversdorf-Hohenofen et mort le 19 juin 1917 à Rostock.

## Biographie
Fils d'un pasteur, Arndt est scolarisé au Gymnasium à Ruppin, Berlin et Stendal. Il commence ses études supérieures à Iéna et Berlin. Il devient vicaire (Hilfsprediger (de)) en 1875 puis pasteur l'année suivante à Volmarstein. Après trois années de travail préliminaire, Arndt acquiert en 1882 la Haus Bethanien de Tischler Bönner, qu'il convertit en un foyer pour malades et personnes âgées. Il fonde une maison d'accueil pour femmes en 1887, puis une école maternelle pour enfants de trois à six ans en 1895.
Arndt prévoit aussi de construire un foyer pour handicapés, ce pourquoi il visite plusieurs foyers pour handicapés et réalise une étude. C'est en 1904 qu'est consacrée la Johanna-Helenen-Heim (de). En 1910, Arndt participe au premier Congrès pour l'assistance aux estropiés. La Hermann-Luisen-Haus, un établissement destiné à former des estropiés aux travaux manuels, ouvre en 1911.
Arndt meurt en 1917 au cours d'un voyage.

## Ouvrages
- (de) Die Bibel, ein Volksbuch, 1894.
- (de) Die sozialen Notstände und die Innere Mission, 1889.